# Сімона Марінова
Сімона Марінова (2 липня 1994) — північномакедонська плавчиня.
Учасниця Олімпійських Ігор 2012 року.